# 弗盧門多薩河

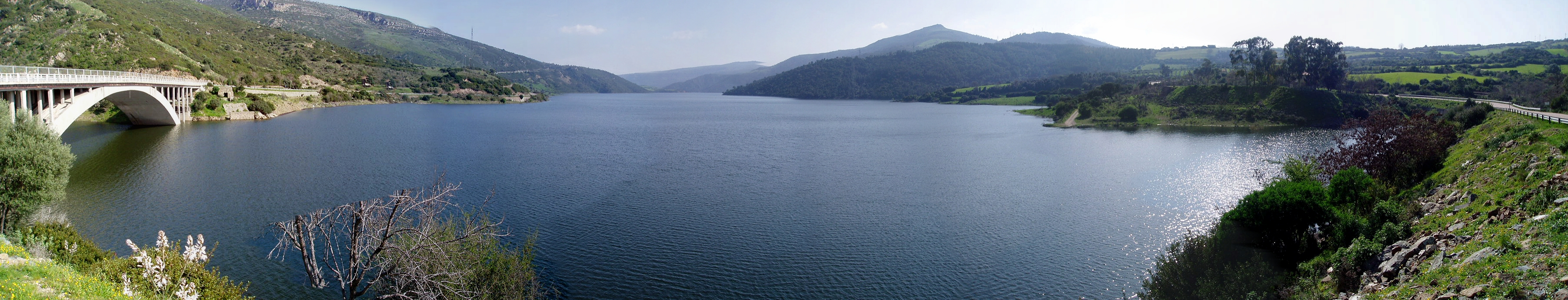

弗盧門多薩河（義大利語：Flumendosa）是意大利的河流，位於薩丁尼亞島南部，河道全長127公里，流域面積1,775平方公里，平均流量每秒22立方米，最終在穆拉韋拉和维拉普楚附近注入提雷尼亞海。
39°26′N 9°37′E / 39.433°N 9.617°E